# Un re a New York
Un re a New York (A King in New York) è un film inglese del 1957 scritto, diretto, interpretato e musicato  da Charlie Chaplin.

## Trama
Un re di uno stato europeo fugge in esilio negli Stati Uniti d'America, da lui ritenuta la patria della libertà. Dal momento che scenderà dall'aereo però la sua vita sarà tutto fuorché tranquilla, e ben presto viene risucchiato nel rutilante mondo a stelle e strisce, ritrovandosi catapultato da una giornalista arrivista e senza scrupoli nel mondo della pubblicità e scontrandosi, a causa di un bambino molto cocciuto e politicizzato, con la Commissione per le attività antiamericane. Stanco di tutto ciò, decide di ripartire, sperando che presto anche in America le cose possano cambiare.

## Produzione
È il primo dei due film di Chaplin girati in Europa (il secondo è La contessa di Hong Kong), dove viveva da quando, a causa del maccartismo, gli era stato impedito il rientro negli Stati Uniti. Il film contiene vari riferimenti autobiografici ai problemi avuti e si rivela molto critico nei confronti degli Stati Uniti.

## Distribuzione
Fu presentato in anteprima mondiale con una proiezione tenutasi sull'isola d'Ischia. Censurato negli Stati Uniti per quasi vent'anni, è l'ultimo film dove Chaplin recitò come attore protagonista.